# Aarschot
Aarschot je město v Belgii. Leží v provincii Vlámský Brabant ve Vlámském regionu. V roce 2006 mělo město 27 864 obyvatel. Celková rozloha je 62,52 km². Hustota zalidnění je tak 446 obyvatel na km².
Toto město je známé svou dlouhou historií, která sahá až do dob římského impéria. Aarschotu dominuje kostel, který pochází ze středověku.